# باولو تشافيز
باولو تشافيز (بالإسبانية: Paulo César Chávez) هو لاعب كرة قدم مكسيكي، ولد في 7 يناير 1976 في غوادالاخارا في المكسيك. شارك مع منتخب المكسيك لكرة القدم. أما مع النوادي، فقد لعب مع تيبورونيس روخوس دي فيراكروز وكلوب ليون ونادي تولوكا ونادي غوادالاخارا ونادي مونتيري ونادي نيكاكسا.

## وصلات خارجية
- باولو تشافيز على موقع الاتحاد الدولي (مؤرشف)  (الإنجليزية)
- باولو تشافيز على موقع قاعدة بيانات كرة القدم.إي يو (الإنجليزية)
- باولو تشافيز على موقع ناشيونال فوتبول تيمز (الإنجليزية)
- باولو تشافيز على موقع Soccerway.com (الإنجليزية)